# Rattus norvegicus
Pour l'album des Stranglers, voir Rattus Norvegicus.
Pour les articles homonymes, voir Rat (homonymie) et Mulot.
« Rat des villes » redirige ici. Pour le film de Heiner Carow, voir Rats des villes.
Rat brun, Surmulot, Rat d'égout
Espèce
Synonymes
- Epimys norvegicus Miller, 1912
- Mus hibernicus Thompson, 1837
- Mus decumanus Pallas, 1778
- Mus norvegicus Berkenhout, 1769

Statut de conservation UICN

 LC  : Préoccupation mineure
Rattus norvegicus, le rat brun, est une espèce de rat. C'est un rongeur trapu de la famille des Muridae. Il a un corps long d'environ 25 cm et une queue d'à peu près la même taille. Adulte, il pèse environ 300 g. Il est donc plus grand et plus lourd que son proche parent le rat noir (Rattus rattus).
Il est appelé rat brun, surmulot ou rat surmulot, rat d'égout, rat de Norvège ou encore rat gris pour le distinguer du rat noir.
Comme tous les rats du genre Rattus, le rat brun est originaire d'Extrême-Orient, plus précisément de la Chine. C'est le plus nordique des rats, dont la plupart des espèces vivent sous les tropiques et l'équateur. Il se répand vers l'Europe à travers les steppes d'Asie centrale bien plus tard que le rat noir, puisque les premiers sont signalés sur le Vieux continent au XVIe siècle ; toutefois, c'est surtout au cours du XVIIIe siècle qu'il envahit massivement toute l'Europe. Le rat brun est aujourd'hui présent sur tous les continents, excepté l'Antarctique. Il vit au contact des êtres humains et plus particulièrement dans les espaces urbains équipés d'égouts. C'est un animal nocturne, omnivore à tendance carnivore qui se nourrit des déchets des citadins. L'essentiel des rats bruns nichent dans les égouts, qui leur offrent un abri dépourvu de prédateurs et des opportunités de nidification, d'où le nom de « rat d'égout », mais on trouve également des colonies de rats dans les dépôt d'ordure, les terrains vagues et surtout les berges de rivières. Grégaire, le rat brun vit la plupart du temps en groupes très hiérarchisés.
Extrêmement prolifique, cette espèce est connue comme vecteur possible de nombreuses maladies, ce qui fait considérer le rat brun comme un animal nuisible et potentiellement invasif, au même titre que plusieurs autres espèces de rats. Toutefois, ce rat intelligent, sociable et facile à apprivoiser, est également l'espèce souche du rat domestique d'élevage. Utilisé principalement en expérimentation comme animal de laboratoire et organisme modèle, c'est aussi un animal de compagnie dont le succès va croissant.

## Description de l'espèce

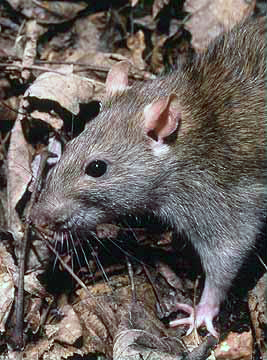
Tête de rat brun.

### Caractéristiques physiques

Aspects généraux des rats noir et brun et comparaison entre Rattus rattus et Rattus norvegicus.

Le rat adulte a une taille comprise entre 20 et 28 cm sans compter la queue. Sa queue est d'une longueur de 17 à 23 cm,,. La queue du rat brun est donc plus courte que son corps (tête comprise), alors que le rat noir est plus petit et a une queue plus longue que son corps.
Les différentes études consultées rapportent des masses corporelles de 200 à plus de 650 g pour les rats adultes, les rats mâles étant généralement plus gros et plus grands que les femelles. Les rats bruns vivant en zone urbaine sont plus gros que les rats vivant en zone rurale. De même, les rats domestiques ont une masse corporelle plus importante que les rats sauvages, le rapport taille et poids variant beaucoup selon les lignées.
Le rat brun à l'état sauvage a une couleur gris brunâtre sur le dos et gris blanchâtre sur le ventre, le rat domestique peut quant à lui arborer des couleurs, des marquages et des mutations différentes. On trouve aussi des animaux noirs.
Le rat brun a une tête pointue et fine, surmontée latéralement par deux oreilles assez petites, le museau porte les vibrisses qui sont très utiles au rat pour se repérer. Les yeux du rats sont assez petits et ses masséters sont assez développés. Le rat a un cou presque inexistant et un tronc longiligne relativement mince, qui devient plus important au niveau des intestins et des pattes postérieures. Le corps du rat se termine par une queue annelée et très peu velue.
Le nombre de doigts de chaque patte, antérieure ou postérieure, est de 5. Un rat se sert d'ailleurs de ses pattes antérieures pour faire sa toilette, se nourrir…
La musculature développée du rat lui permet de courir et de sauter (parfois jusqu'à 1 m de hauteur et 1,20 m de longueur),. Le rat est également un très bon nageur, il peut nager 800 m,.
Comparé au rat noir, le rat brun a un museau moins pointu, plus biseauté et des oreilles plus petites ainsi que des pattes postérieures plus grosses.

### Anatomie

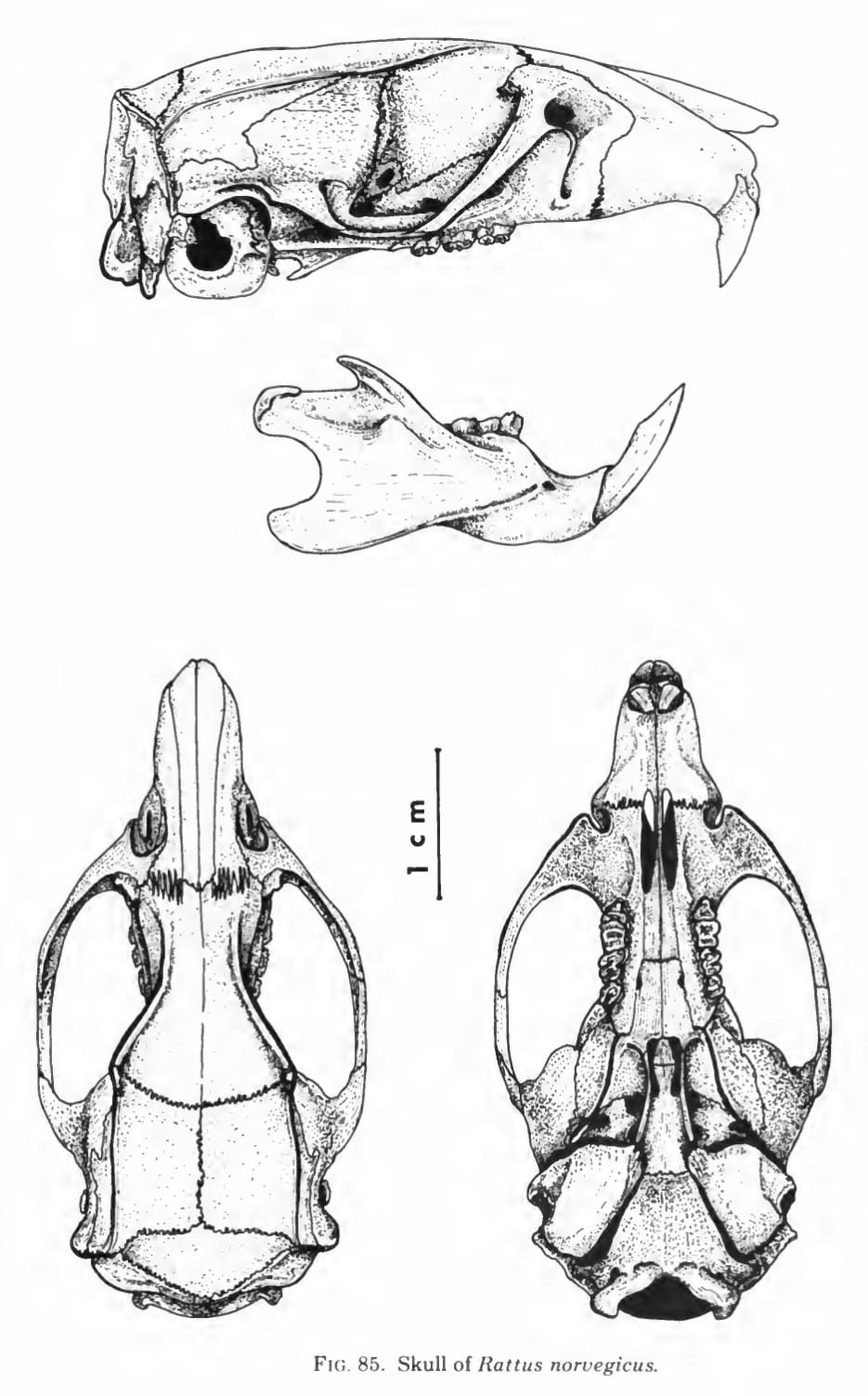
Squelette crânien d'un rat.

La colonne vertébrale est constituée de cinq zones : cervicale, thoracique, lombaire, sacrée et caudale. Chacune de ces régions comporte un nombre variable de vertèbres hormis la région cervicale, qui en compte 7 comme chez tous les mammifères. Le rat possède entre 57 et 61 vertèbres : 7 vertèbres cervicales, 13 vertèbres thoraciques, 6 vertèbres lombaires, 4 vertèbres sacrées et entre 27 et 31 vertèbres caudales.

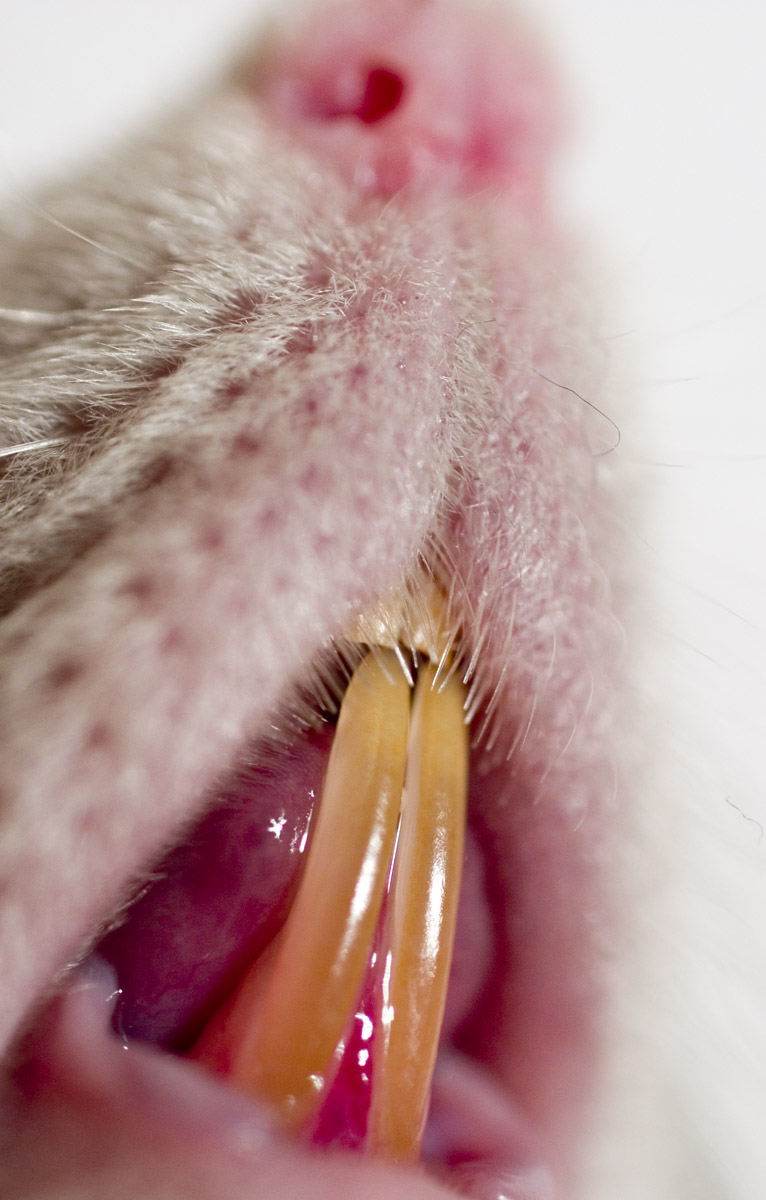
Incisives d'un rat (individu domestique).

Le rat possède 16 dents : 6 molaires inférieures, 6 molaires supérieures, 2 incisives inférieures et 2 incisives supérieures. Les incisives inférieures sont beaucoup plus longues que les supérieures, les incisives du rat poussent en permanence. La formule dentaire est la même que celle des autres rongeurs.
Le rat a ses incisives qui deviennent orange avec le temps, la coloration de l'émail dentaire vient avec l'âge, dès trois mois environ,.

La mâchoire du rat brun est extrêmement puissante. Elle s'articule dans un mouvement d'avant en arrière et réciproquement, et est animée de petits mouvements latéraux.
La capacité de stockage de l'estomac du rat est importante, et celui-ci contient toujours des aliments comme c'est le cas chez les rongeurs. Les intestins chez le rat jouent un rôle essentiel puisqu'ils permettent la digestion de la cellulose. Son appareil digestif lui rend impossible le vomissement. Le transit digestif du rat brun est de 12 h à 24 h. Le rat est un animal cæcotrophe, c'est-à-dire qu'il ingère une partie de ses excréments. Des excréments mous et verts, traversant une seconde fois le tube digestif et passant par le cæcum pour être rejetés sous forme de crottes dures et sèches. Cet ingestion leur permet de récupérer certains nutriments mais aussi d'absorber complètement la cellulose.
Le cœur d'un rat adulte de 300 g pèse environ 0,25 g . Un adulte a une fréquence cardiaque de 250 à 450 battements par minute,,.
La température du corps du rat varie de 36 °C à 38 °C,. Son nombre de chromosomes est de 42.
L’appareil respiratoire du rat est constitué comme chez tous les mammifères d’une partie supérieure (narines, cavités nasales, larynx, trachée) et d’une partie inférieure (bronches et poumons). Le rat possède un volume thoracique réduit avec un volume pulmonaire de 25 mL et un rythme respiratoire de 70 à 115 inspirations par minute,.
Le rat possède un os pénien, et son pénis peut facilement être extériorisé du prépuce. La distance ano-génitale est plus grande chez le mâle que chez la femelle.

### Durée de vie et mortalité
Les rats bruns d'élevage ont une durée de vie de 2 à 3 ans et demi,, alors que les rats sauvages ont une espérance de vie de 18 mois seulement. Néanmoins, le record de longévité est de 56 mois, soit un peu plus de 4 ans et demi. À l'état sauvage, la principale cause de mortalité du rat est la dératisation opérée par l'espèce humaine ; la prédation des canidés et félidés est anecdotique[réf. nécessaire], celle des mustélidés, des serpents ou des rapaces ne s'exerce pratiquement qu'à la campagne. La réduction des ressources trophiques d'un milieu colonisé peut provoquer des famines et parfois des maladies pathogènes.

## Écologie et comportement

### Alimentation

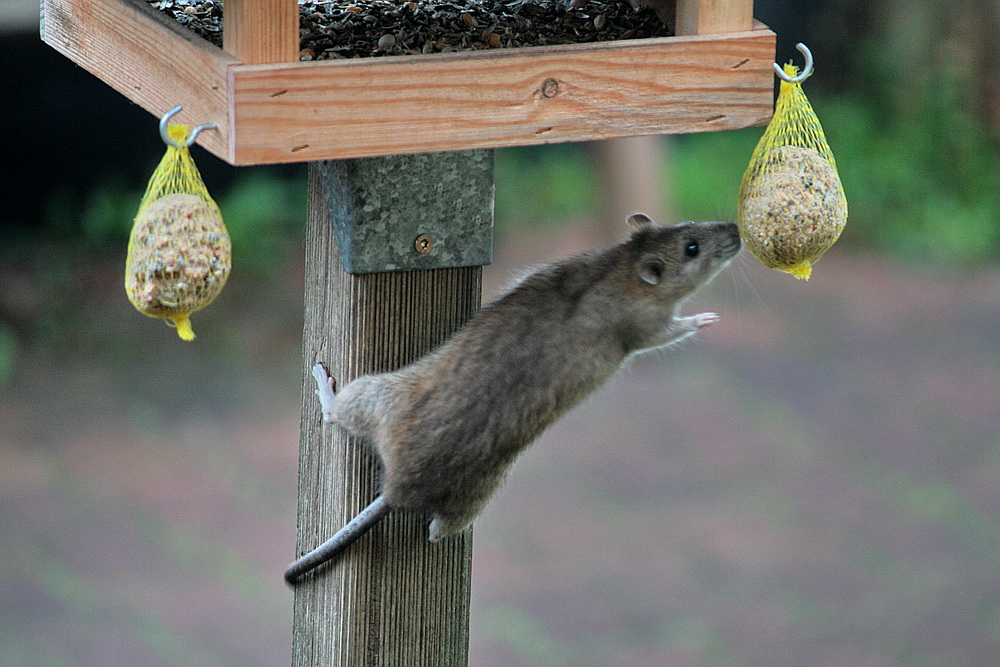
Rat cherchant à se nourrir.

Le rat brun est omnivore opportuniste. Il se nourrit de tout ce qu'il parvient à dérober à d'autres animaux. Un rat mange et boit journalièrement l'équivalent de 10 % de son poids. Les préférences alimentaires du rat brun sont proches de celles du chat, puisqu’il préfère la viande aux fruits et  céréales, bien que selon les circonstances il puisse ne consommer que des céréales. La disponibilité de la nourriture influence ce qui est consommé par les rats. Dans les milieux urbains, le rat s’alimente surtout de déchets domestiques et de réserves de nourriture alors que dans les milieux ruraux, il s'alimente surtout dans les récoltes emmagasinées et parfois de matière animale.
Le rat brun se montre extrêmement prudent lorsqu’il découvre toute nouvelle nourriture. Il peut parfois attendre plusieurs jours avant de goûter un aliment qu'il ne reconnaît pas, et il peut alors n’en consommer qu’une petite quantité pour évaluer les effets de cet aliment inconnu. Des expériences montrent d'ailleurs que le rat a la capacité d’apprendre à associer les goûts avec les conséquences qui lui sont liés, même lorsqu’elles se manifestent plusieurs heures après l’ingestion.

### Reproduction

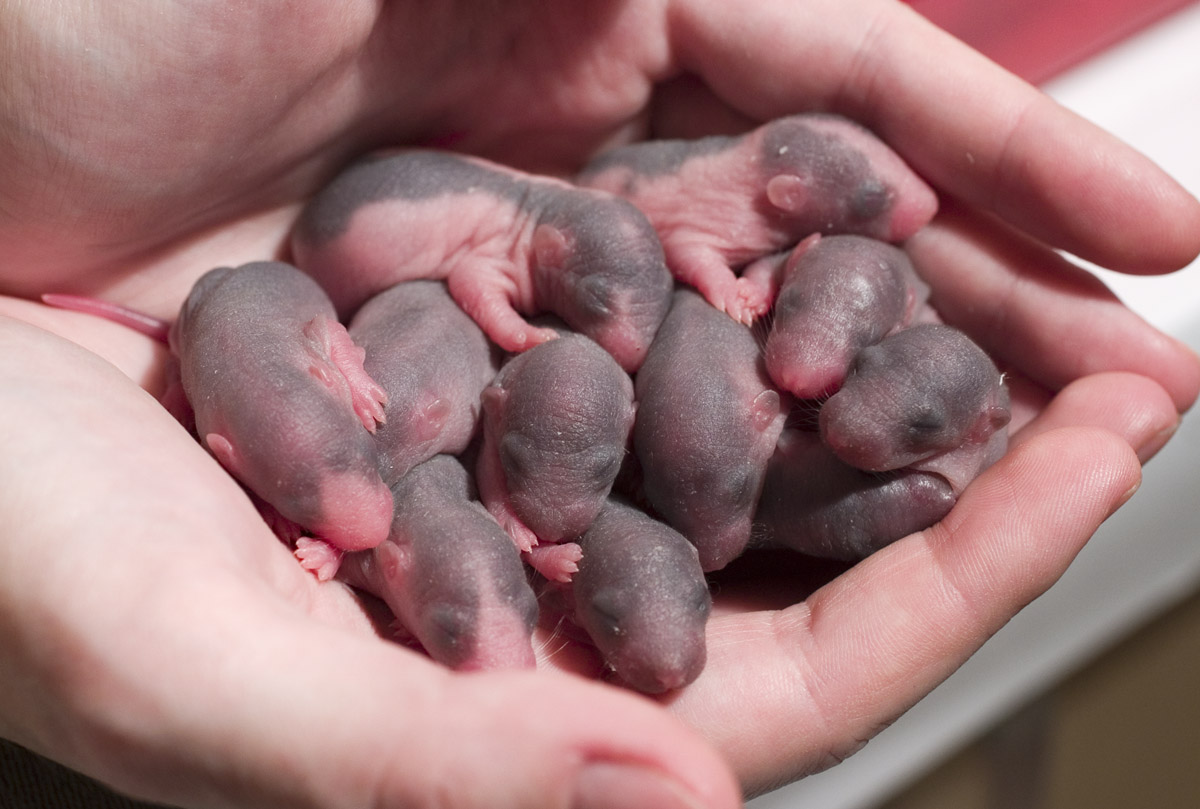
Des ratons âgés de 4 jours (individus domestiques).

Chez le rat brun, la maturité sexuelle survient entre 50 et 60 jours après la naissance. L'ouverture du vagin se produit habituellement deux semaines plus tard mais, chez le mâle, la descente des testicules se produit avant la maturité sexuelle, généralement à l'âge du sevrage physique vers les 3 semaines du rat. On en conclut donc que le rat a une maturité sexuelle à l'âge de 5 à 6 semaines seulement, et ce chez les deux sexes. La reproduction du rat cesse entre 12 et 18 mois.
Le rat brun est un animal extrêmement prolifique. Une seule femelle peut donner naissance à une soixantaine de petits par an. À ce rythme, une femelle pourrait théoriquement avoir 1 000 descendants en une année et 2 500 dans sa vie entière mais une jeune femelle ne peut donner, en principe, qu'un maximum de 10 jeunes lors de sa première portée. La femelle peut être à nouveau fécondée quelques heures après la mise bas.
La rate accouche en moyenne de 6 à 12 petits par portée et peut avoir 4 à 7 portées par an.
La durée de gestation chez le rat est de 20 à 22 jours,,. Lorsqu'elle est enceinte, la rate prend du poids et elle commence à faire un nid. C'est au 14e jour que le développement de ses mamelles devient significatif.
Au terme de la mise bas, la rate ingère du placenta.
Les jeunes naissent dépourvus de poils. Ils ont la peau rougeâtre et sont entièrement dépendants de leur mère.
Les petits du rat sont appelés ratons. Le raton à la naissance pèse à peu près 5 grammes et est aveugle mais il est très actif et atteint en trois semaines 35 g à 50 g,. Physiquement, les petits sont sevrés trois semaines après la naissance. À cet âge, le raton n'a pas encore appris les codes sociaux du rat brun, qui est très hiérarchisé ; c'est à l'âge de 5 à 6 semaines que le raton apprend ces codes.

### Santé

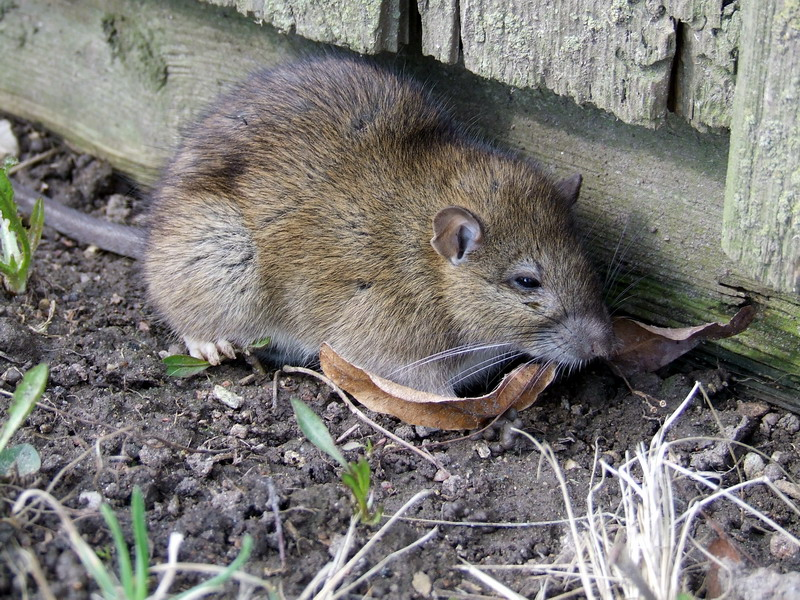
Rat brun.

Les rats sauvages peuvent transmettre, comme d'autres animaux, de nombreuses maladies à l'Homme : peste, salmonellose, leptospirose, aussi appelée « maladie du rat », typhus murin, sodoku, fièvres, rage, trichinose,…
Le rat sauvage est encore de nos jours un vecteur potentiel de la peste. Toutefois, dans les pays occidentaux, il peut surtout transmettre la leptospirose. En effet, le rat sauvage est l'hôte réservoir principal de la bactérie responsable de 1 million de cas sévères dans le monde et d'un taux de mortalité de 10%. Le rattus norvegicus et l'homme sont en contact étroit dans les zones urbaines ce qui augmente drastiquement la probabilité d'une transmission de leptospirose. Cette bactérie pénètre par la peau abrasée et les surfaces mucosales du rat et la transmission s'effectue via de l'urine infectée. Pour l'homme, les symptômes de la leptospirose peuvent aller d'une simple fièvre à une hémorragie pulmonaire en passant par une insuffisance rénale aigüe. Cependant, le rat est complètement asymptomatique à cette maladie.
En 1894, Alexandre Yersin et Shibasabura Kitasao découvrent que la source de la peste est la bactérie Yersinia Pestis. Trois ans plus tard, on découvre que c'est une puce des rats, Xenopsylla cheopsis, qui est à l'origine de la contagion. Le rat n'est donc pas directement l'agent transmetteur de la peste mais ce sont les puces que portent les rats malades qui contaminent les hommes à leur tour, lorsqu'elles les piquent. La peste toucha régulièrement l'Europe jusqu’en 1722 et jusqu'en 1771 pour Moscou alors que le rat brun n'est arrivé en Europe que vers 1750. Lors des grands épisodes de peste en Europe, le principal hôte de ces puces était d'ailleurs le Rat noir (Rattus rattus), et le Rat brun (Rattus norvegicus) n'était pas encore là notamment durant la peste noire. Il semblerait d'ailleurs que l'élimination du rat noir par le rat brun ait contribué à la fin des épidémies de peste en Occident. En effet, malade, le rat noir a tendance à sortir au grand jour pour mourir, ce qui accroit le risque de transmission à l'homme.

### Comportement et vie sociale

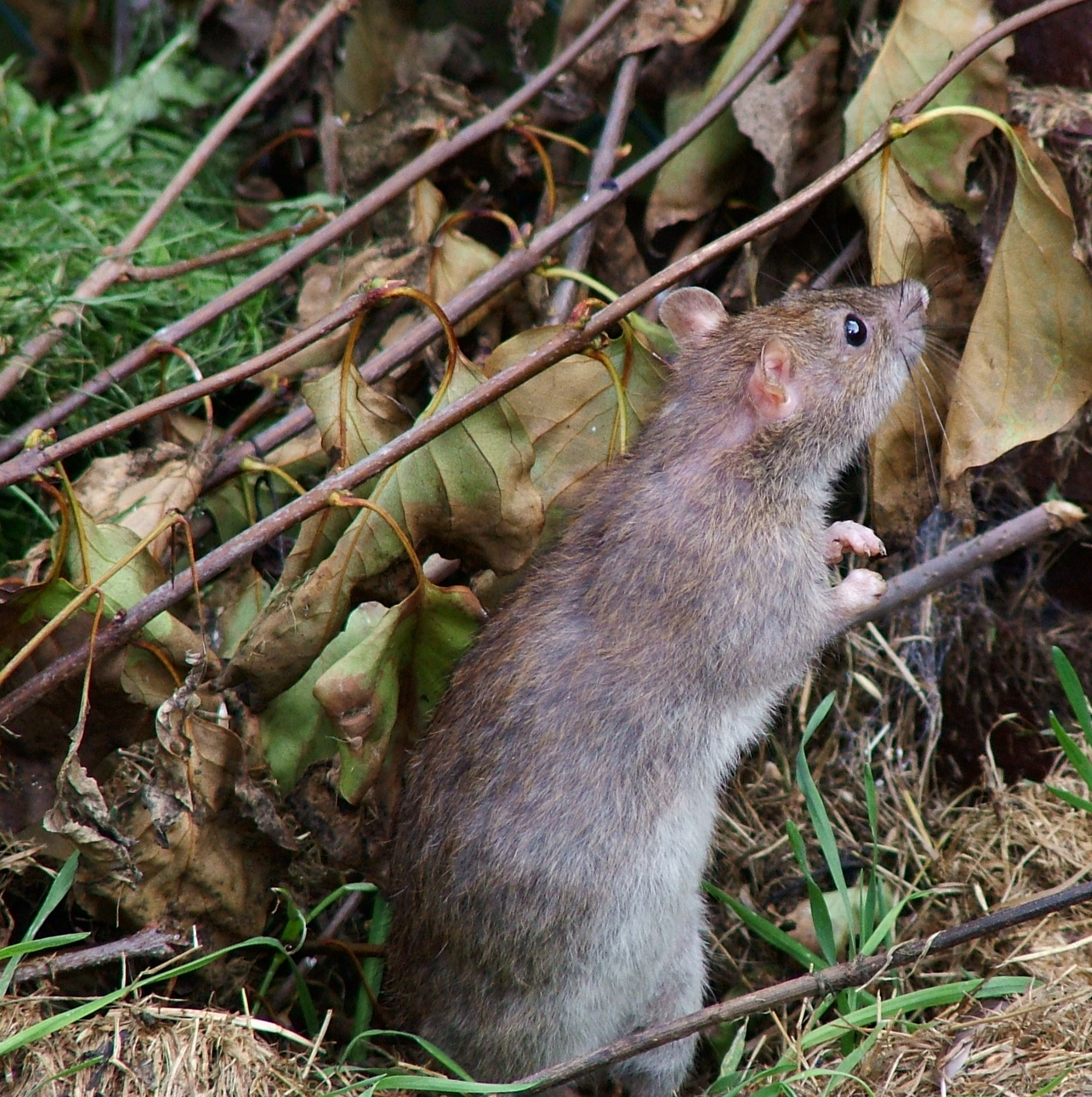
Rattus Norvegicus debout.

Le rat a une activité crépusculaire voire nocturne, omnivore. En effet, outre les matières animales et végétales, il ronge tout ce qui se trouve sur son passage : papier, bois, tuyaux, câbles électriques. Certains métaux (cuivre, étain et plomb) ne résistent pas aux dents des rats.
La vie sociale du rat brun est très hiérarchisée, contrairement à d'autres espèces de rats comme le rat noir. Les groupes familiaux se trouvent placés sous l'autorité d'un mâle dominant qui peut voir sa primauté remise en question par d'autres rats, et cela au cours de rixes pouvant s'avérer violentes,. Les groupes se composent d'au moins 20 membres et peuvent atteindre jusqu'à 200 membres, mais ils sont généralement constitués de 40 à 60 animaux. L'unité d'un groupe se fonde sur l'odeur, une odeur familiale exclut tout individu qui ne la possède pas. Les membres communiquent par des attitudes corporelles, des sons et des cris qui permettent d'éviter les conflits. Un mâle peut avoir plusieurs femelles et une femelle capable de procréer s'accouple avec plusieurs mâles. Les femelles du groupe participent souvent à l'éducation des ratons et s'occupent même des ratons orphelins. Plusieurs membres du groupe partent ensemble à la recherche de nourriture ou à la découverte de territoires inconnus.
Les rats se comprennent donc principalement grâce à des ultrasons inaudibles pour l'homme. Ainsi un rat peut prévenir les autres de dangers environnants ou bien de son état personnel. Les rats utilisent également leur corps pour communiquer et exprimer certaines émotions ; par exemple les rats se reniflent réciproquement le museau et l'anus pour se saluer.

### Autres

#### Perceptions sensorielles
L'odorat est, comme chez beaucoup de rongeurs, le sens prédominant. C'est ainsi à leur odeur que le rat reconnaît ses congénères ; il reconnaît son territoire par l'odeur de son urine, et peut même retrouver un chemin s'il l'a marqué de son urine. L'odorat est également essentiel pour la recherche de nourriture,,.

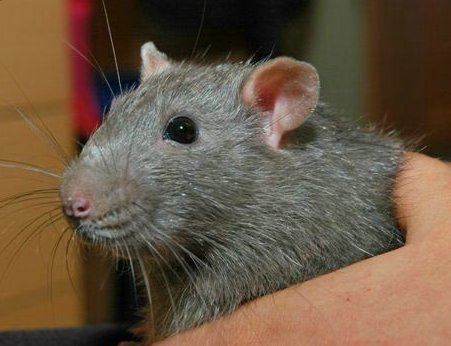
Vibrisses du rat (individu domestique).

L'ouïe joue également un rôle social important. Les rats communiquent avec une large panoplie de sons, y compris des ultrasons, à significations précises. Le rat a l'ouïe fine : il peut capter des sons jusqu'à 40 000 Hz ; et selon certaines sources des sons jusqu'à 80 000 Hz. Ses oreilles peuvent bouger indépendamment l'une de l'autre. Les sons graves ont tendance à le calmer alors que les sons aigus et forts retiennent plus son attention et parfois le stressent,. L'organe de l'équilibre situé dans l'oreille interne du rat est très développé et lui permet de garder l'équilibre.
Le rat utilise largement ses vibrisses pour compenser sa mauvaise vue. Ces poils, qui sont plus longs que ceux du corps, sont très sensibles et permettent d'avoir des repères tactiles. Sa queue lui permet également de localiser certains obstacles,.
Le surmulot possède un goût très développé et il n'hésite pas à trier sa nourriture pour trouver les aliments qui lui plaisent. Il peut parfois se montrer méfiant face à une nourriture différente de celle qu'il connaît et il enregistre même les goûts, ce qui lui permet de savoir si un aliment connu a été modifié,,.
Il n'a pas une très bonne vue et se fie plutôt à son odorat et à son ouïe pour interagir avec son environnement. Le rat a de ce fait une mauvaise perception de l'espace. Les rats peuvent avoir les yeux noirs ou les yeux rouges. Le rat aux yeux rouges a une vue encore plus mauvaise que le rat aux yeux noirs. Lorsque ce dernier cherche à mieux percevoir un objet, on peut le voir faire un balancement horizontal pour mieux distinguer l'objet visé. Ils perçoivent assez bien les mouvements mais très mal les objets inanimés,,,,.

#### Intelligence du rat brun
Le rat brun est connu aujourd'hui pour être un animal intelligent,. Les rats intéressent les chercheurs à cause de leur capacité de raisonnement. En effet, les rats sont capables d'inférence transitive (intelligence temporelle et numérique), mais incapables d'inférence rétrospective (vue d'ensemble permettant de tirer des conclusions par rapport aux apprentissages passés). L'inférence réfère à la capacité de tirer des conclusions, de déduire ou d'induire. Ils peuvent faire preuve de métacognition (habileté à évaluer ses propres connaissances), apprennent vite et ont une bonne mémoire,.

## Habitat et répartition

### Habitat
Le rat brun est abondant dans les villes et dans les agglomérations rurales, les populations de rats se dispersent parfois en été dans les champs environnants, mais la plupart des individus reviennent s’abriter dans les bâtiments durant l’hiver.
Il vit essentiellement dans des lieux humides pour lesquels il a une prédilection, ; il creuse des terriers et des galeries dans les sous-sols des bâtiments et aux abords des habitations, et fréquente les égouts. Le rat brun préfère rester près du sol. Il garnit son nid de débris végétaux et autres éléments de récupération. La sécurité du nid est garantie par l'aménagement de plusieurs issues afin de permettre au rat une fuite plus aisée. Le rat vit principalement dans les villes mais il peut également vivre dans des forêts ou dans des zones agricoles.

### Origine
Le Rattus norvegicus est originaire d'Asie et aurait établi son habitat original dans les zones tempérées de ce qui est maintenant la Russie, de la mer Caspienne jusqu'au nord de la Chine et même au Japon. À partir de cet habitat, le rat brun s'est répandu à travers l'Europe au cours du XVIIIe siècle,. Il refoule alors le rat noir (Rattus rattus), plus petit et préférant les champs aux villes. Le rat de Norvège atteint l'Amérique du Nord vers 1750.
Cependant, il n'est pas non plus exclu que de petites populations de Rattus norvegicus aient été présentes en Europe depuis plus longtemps. Du simple fait, que c'est au XVIIe siècle que les naturalistes ont été en mesure de distinguer les diverses espèces de Rattus. De plus, le caractère soudain et la forte ampleur géographique que suggère la description des naturalistes sur l'arrivée du rat brun en Europe peuvent sembler exagérés. C'est pour cela que selon certains, le rat brun est arrivé en Europe au XVIe siècle ou au XVIIe siècle,.
A l'échelle mondiale, il a été introduit dans le monde entier essentiellement en s'immisçant sur les bateaux.

### Répartition géographique

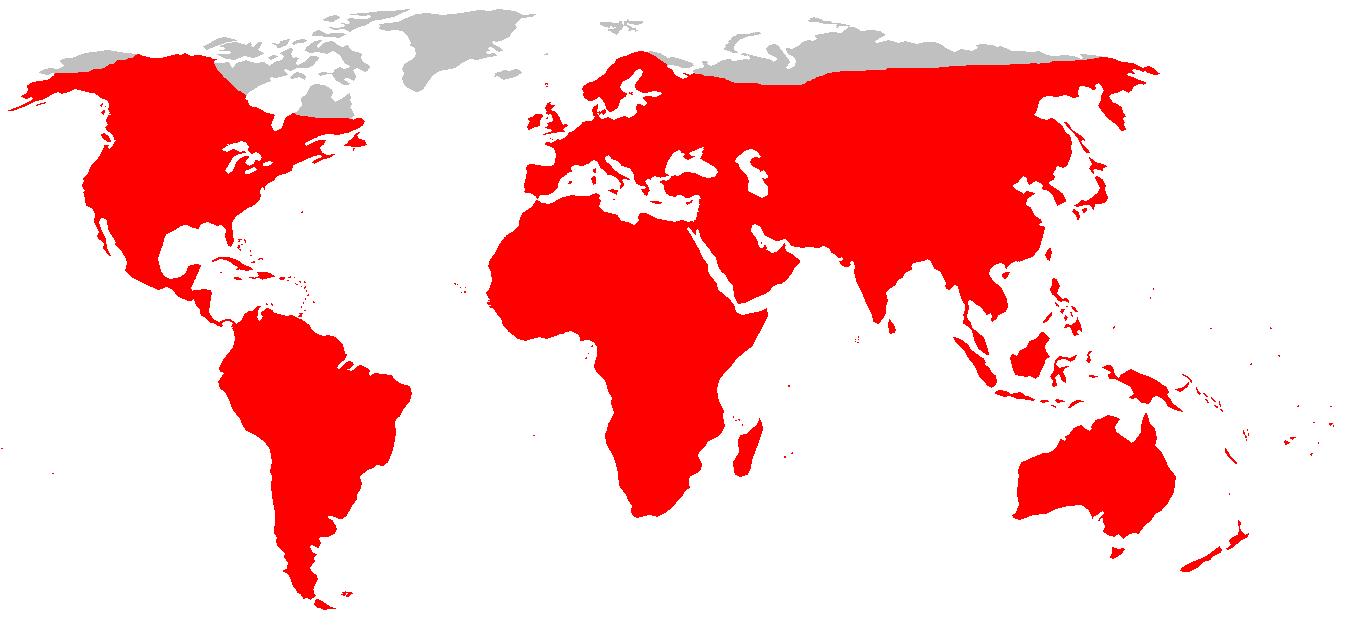
Aire de répartition du rat brun.

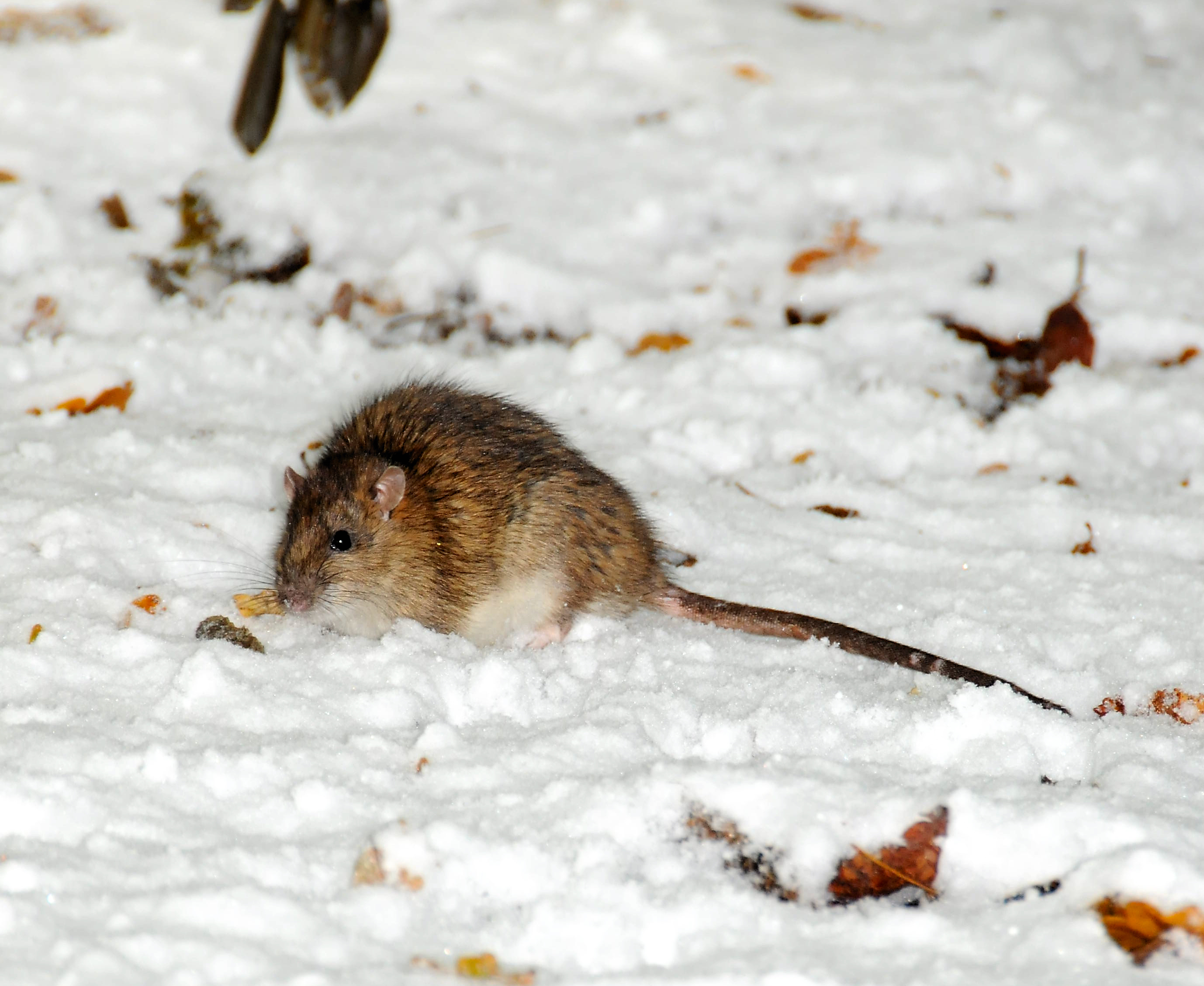
Rat dans la neige en Angleterre.

Aujourd'hui, l'aire de répartition du rat brun est quelque peu incertaine. Ainsi selon l'Union internationale pour la conservation de la nature, le surmulot est absent du continent antarctique mais aussi du continent américain. Néanmoins, ce rat semble bien présent en Amérique,. De même selon la Global Invasive Species Database et Mammal Species of the World, plusieurs pays américains sont compris dans l'aire de répartition du rat brun,.
Ainsi si l'on regroupe les trois bases de données, l'aire de répartition du rat brun comprend les pays suivants : Afghanistan, Afrique du Sud, Albanie, Allemagne, Angola, Arménie, Australie, Autriche, Azerbaïdjan, Belgique, Biélorussie, Bosnie-Herzégovine, Brésil, Brunei, Bulgarie, Cambodge, Canada, Chili, Chine, Chypre, Danemark, Dominique, Égypte, Équateur, Espagne, Estonie, États-Unis, Finlande, France, Géorgie, Ghana, Grèce, Guernesey, Hongrie, Île de Man, Île Maurice, Îles Marshall, Inde, Indonésie, Iran, Irlande, Islande, Israël, Italie, Jamaïque, Japon, Jersey, Kazakhstan, Kirghizistan, Kiribati, Laos, Lettonie, Liban, Libye, Lituanie, Macédoine, Madagascar, Malaisie, Malte, Maroc, Mexique, États fédérés de Micronésie, Mongolie, Monténégro, Myanmar, Nouvelle-Zélande, Norvège, Ouzbékistan, Palaos, Papouasie-Nouvelle-Guinée, Pays-Bas, Pérou, Philippines, Pologne, Portugal, République dominicaine, République tchèque, Roumanie, Royaume-Uni, Russie, Samoa, Sao Tomé-et-Principe, Saint-Marin, Sénégal, Serbie, Seychelles, Sierra Leone, Singapour, Slovaquie, Slovénie, Suède, Suisse, Syrie, Tadjikistan, Thaïlande, Tonga, Trinité-et-Tobago, Turquie, Tuvalu, Ukraine, Vanuatu, Viêt Nam.
Cependant cette aire de répartition reste à nuancer. Il est en effet possible que le rat brun soit présent dans d'autres pays, le Vatican et Monaco ne font par exemple pas partie de la précédente liste et cela semble quelque peu étonnant. De même, dans certains pays il n'est présent que dans les grands ports, comme c'est le cas en Angola ou au Sénégal. Le rat brun est surtout présent là où l'homme s'est implanté. De manière générale, on le trouve en plus grand nombre dans les pays aux climats tempérés que dans les pays aux climats chauds où on ne le retrouve quasiment que dans des lieux fortement urbanisés.

## Étymologie, sémantique et taxinomie
Carl Linnæus, naturaliste suédois, est semble-t-il le premier à décrire le rat brun, il l'identifie sous le nom de mus caudâ abruptâ, corpore fulvo, nigro, maculato.
En France, dans l'Histoire naturelle de Georges-Louis Leclerc de Buffon, le rat brun, alors baptisé surmulot, est décrit comme un grand mulot, qui diffère autant du rat, de la souris et du mulot et qui doit donc avoir son nom propre. Mais selon Buffon il ressemble tout de même plus au mulot qu'au rat, tant au niveau de la couleur que de ses habitudes. Quant à Mathurin Jacques Brisson, il donne quelque temps auparavant le nom de rat de bois et de Mus sylvestris à l'espèce.
En Angleterre, le rat brun est au départ appelé Mus norvegicus (pour sa dénomination scientifique) et Norway rat (pour sa dénomination vernaculaire), noms que lui donne le naturaliste anglais John Berkenhout en 1769. Selon certaines sources, John Berkenhout l'a appelé ainsi car il pensait que ce rat était venu en Angleterre par des navires venus de Norvège. En 1789, John Berkenhout lui donne néanmoins le nom vernaculaire de Brown rat que l'on peut traduire en français par Rat brun.

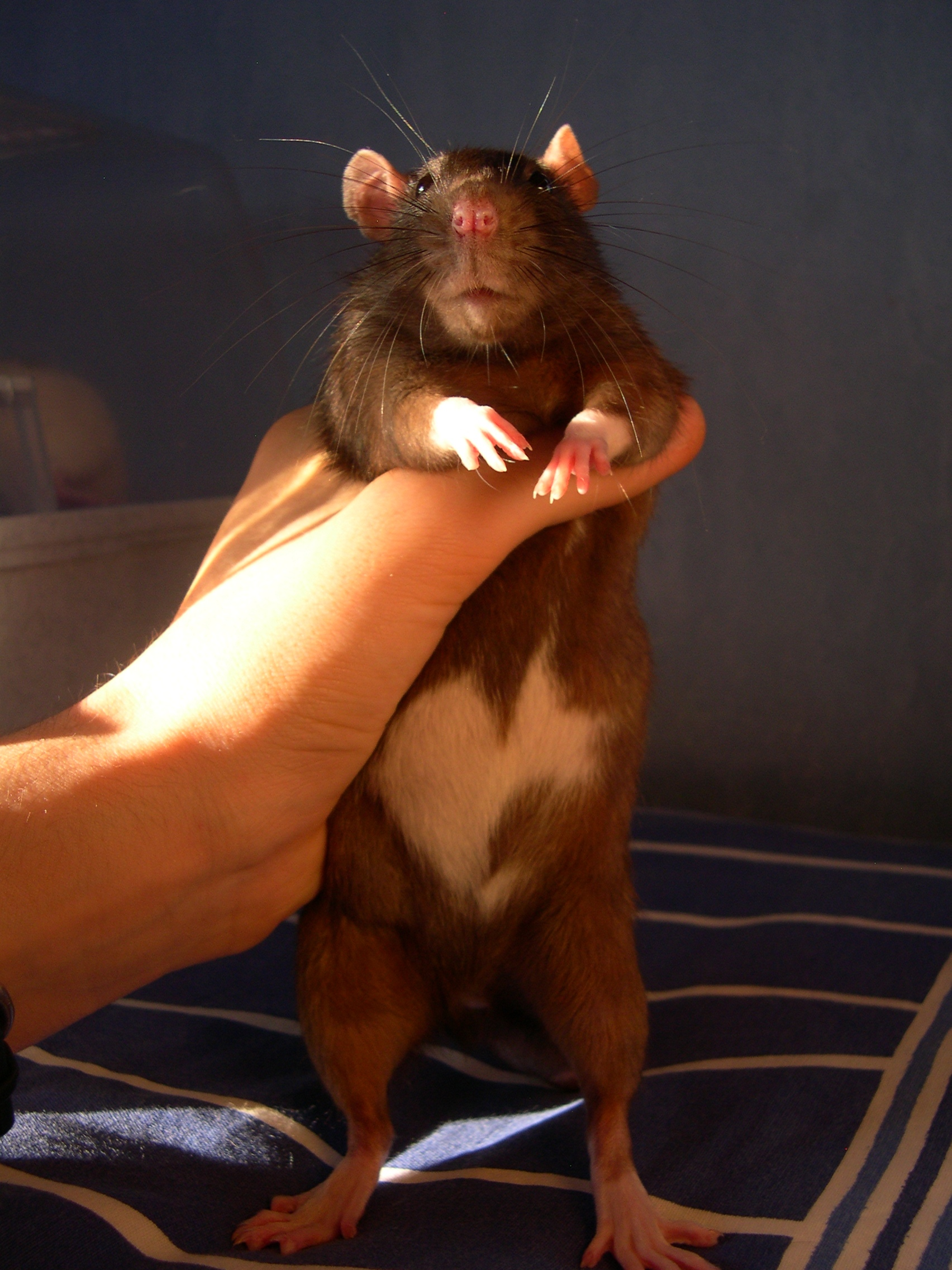
Rate domestique de type Irish.

En France, dans l'Encyclopédie de Diderot et d'Alembert, on retrouve le terme de « Rat de Norvège », la description de Linnæus est reprise et le rat brun y est décrit comme un animal plus petit que le rat, de couleur jaune tirant sur le brun avec des zones plus claires. Il est ensuite dit que ces rats sont originaires des montagnes de Laponie.
Le naturaliste allemand Peter Simon Pallas, serait le premier à dire, en 1778, que le rat brun n'est pas originaire des régions boréales mais a été ramené d'Inde en Europe. Il baptise alors l'espèce Mus decumanus et rat gris,. En 1792, dans l'Encyclopédie méthodique, on voit apparaître le rat brun sous les noms de surmulot, Rat de Norvège et de rat des bois. Au début du XIXe siècle, le terme « rat », employé seul, est toujours associé au genre Mus, qui comportait à l'époque de nombreux rongeurs à présent classés ailleurs, mais semble surtout désigner Mus rattus, ancien synonyme du Rat noir (Rattus rattus), le Mus decumanus, Mus norvegicus ou encore Mus sylvestris étant semble-t-il surtout désigné sous le nom de Surmulot ou encore Rat surmulot en français,. Le Mus hibernicus ou Rat irlandais (Irish rat) qui est décrit par Thompson (en) en 1837 n'est vraisemblablement qu'un rat brun présentant une couleur de pelage particulière, ce rat se rapprochant physiquement de celui-ci et ayant une tache blanche sur la poitrine. De nos jours, un rat domestique possédant un marquage similaire est désigné comme « Irish ».
C'est également à cette époque qu'apparait le genre des Rattus, la connexion latine est créditée à Gotthelf Fischer von Waldheim en 1803 ; il fait son apparition dans la famille des Muridae. Le rat noir prend alors, peu à peu, le nom de Rattus rattus et le surmulot prend le nom de Rattus norvegicus. Aujourd'hui en français, Rattus norvegicus est appelé rat brun, surmulot,, ou rat surmulot,, rat d'égout, rat de Norvège ou encore rat gris.
Le rat brun n'a aucune sous-espèce. Cependant le rat domestique est un rat brun élevé en captivité, fruit de la sélection au sein d'élevages du Rattus norvegicus.

## Le rat brun et l'homme
Le rat brun revêt différents aspects, tant dans la vie quotidienne que dans la culture ; notamment par ses différents visages, le surmulot est souvent considéré comme nuisible ou domestique. Il peut alors être craint, critiqué, ou alors complimenté et apprécié.

### Le rat comme nuisible

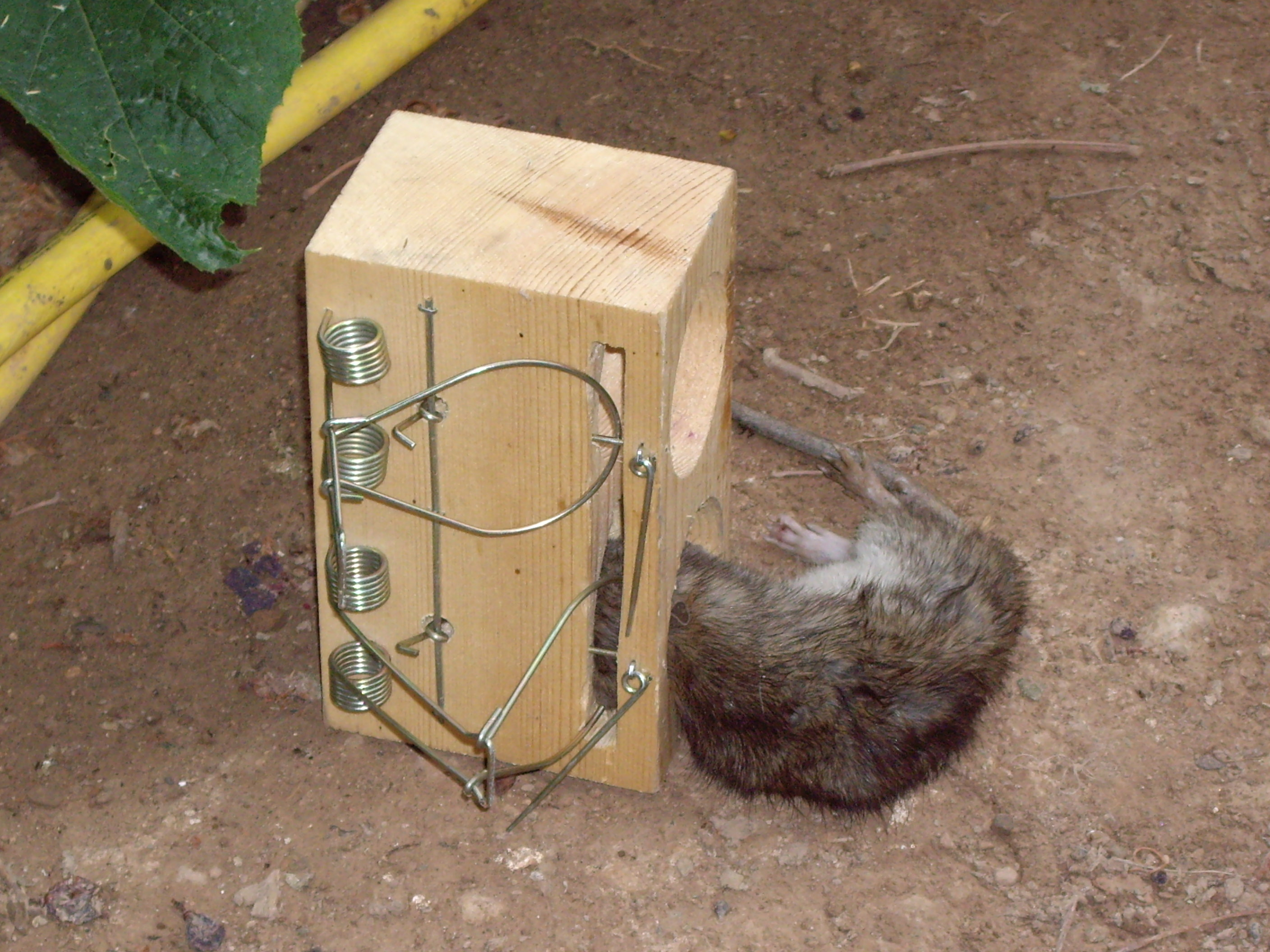
Rat dans un piège.

Le potentiel nuisible du rat brun pour l'homme est lié aux dégâts qu'il peut causer (dans les greniers, pour un grain dévoré, 10 à 15 grains sont souillés et rendus impropres à la consommation humaine ; les fils électriques sont parfois rongés par les rats…) et aux maladies qu'il peut propager et transmettre aux humains (peste, leptospirose, salmonellose…). Il peut ainsi ronger les cultures vivrières et ravager les entrepôts alimentaires humains.
En outre, l'introduction du Rattus norvegicus (ainsi que du rat noir et du rat polynésien) dans 82 % des archipels mondiaux et son caractère invasif ont occasionné de nombreux bouleversements dans les écosystèmes insulaires et contribué à l'éradication de certaines espèces animales,,. Son introduction a entraîné directement ou indirectement l'extinction de plusieurs espèces endémiques de mammifères, d'oiseaux, de reptiles et d'invertébrés, notamment dans des îles.
En contrepartie, bien que considérés comme nuisibles, les rats d'égout sont importants pour le traitement des déchets humains. Sans eux, les égouts et canalisations seraient plus engorgés. À Paris, les rats dévorent ainsi près de 800 tonnes d'ordures par an,,.
Dans certaines grandes villes d'Asie, on compte dix rats pour un habitant. En France métropolitaine, on compte un rat pour un habitant. Après dix ans de dératisation, Budapest compte un rat pour quatre cents habitants.
Selon la législation française, le rat n'est pas une espèce susceptible d'être classée nuisible, mais une espèce invasive. Le député Patrick Roy a interpellé le ministère de l'écologie pour s'étonner du non-classement du rat d'égout (Rattus norvegicus) d'après lui bien plus nuisible que le putois (Mustela putorius putorius), qui est quant à lui classé comme tel. Le ministère de l'écologie a répondu en substance que « les taupes, campagnols, rats et souris ne sont pas du gibier » au regard de la loi et par conséquent n'ont pas de statut juridique particulier. Chacune de ces espèces peut donc « faire l'objet de mesures de lutte pour prévenir les dégâts dont elle est à l'origine sans encadrement réglementaire particulier », dans la limite des « méthodes de lutte sélectives, proportionnées aux dégâts commis et ne constituant pas des mauvais traitements ou actes de cruauté ».

### Le rat comme animal domestique

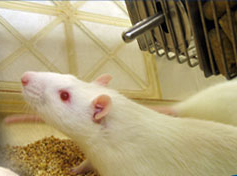
Rat de laboratoire

Le rat domestique est un rat élevé en captivité. Il est le fruit de la sélection au sein d'élevages de rats bruns (Rattus norvegicus). Comme l'espèce souche, c'est un rongeur de la famille des Muridés. Il n'y a pas à proprement parler des « races » différentes de Rattus norvegicus, seulement des souches ou lignées de laboratoires, ou différents « types » de rats : types de couleur, poil, oreilles, etc. Ils peuvent être alors légalement considérés comme domestiques, c'est le cas par exemple dans la législation française. Le rat brun, élevé à l'origine en captivité comme rat de combat, puis par les laboratoires, est de plus en plus en vogue dans les foyers en tant que NAC. Pâtissant très souvent de l'image négative du rat sauvage, c'est pourtant un véritable animal de compagnie pour un maître qui s'en occupe convenablement. Par sa domestication et sa captivité le rat domestique diffère en de nombreux points (autant physiques que psychologiques) du rat brun sauvage. Il arbore en effet d'autres couleurs et d'autres marquages mais aussi un comportement plus calme,.

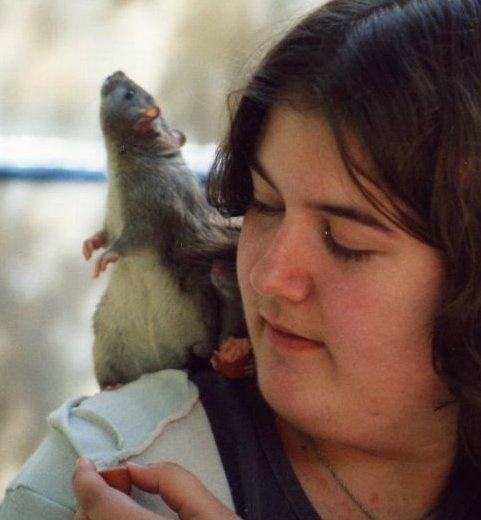
Rats sur une épaule.

Le rat est connu pour son intelligence. Il est capable de modifier son comportement pour échapper aux pièges ou trouver de la nourriture. C'est donc un candidat idéal aux tests de comportement. De même, le rat est un petit animal résistant bien aux opérations, d'une durée de vie courte et extrêmement prolifique, entre autres. Ces qualités-ci sont appréciées des chercheurs. Très étudié, on dit que c'est un organisme modèle.
Après la souris de laboratoire, le rat est le mammifère d'expérimentation le plus utilisé et compte pour à peu près 20 % du nombre total de mammifères utilisés dans la recherche. Le rat est plus gros que la souris et permet donc de réaliser certaines opérations plus facilement que sur cette dernière.
Envers l'humain, le rat domestique a depuis perdu toute agressivité significative contrairement à son ancêtre le rat brun. De plus, le rat de compagnie sait reconnaître ses maîtres, il se montre très social avec eux, et même complice. L’existence d'une multitude de marquages, de couleurs de pelage et autres sont aussi un facteur très important au niveau psychologique et font naître en lui un intérêt encore plus grand de la part du public. C’est un animal de compagnie agréable, attachant et ne cherchant pas à fuir. Lorsqu’il s’échappe ou lorsqu'on le sort il retourne volontiers dans sa cage. Il se bat rarement avec ses congénères et vit assez mal la solitude ; c'est un animal grégaire,.

### Le rat comme nourriture

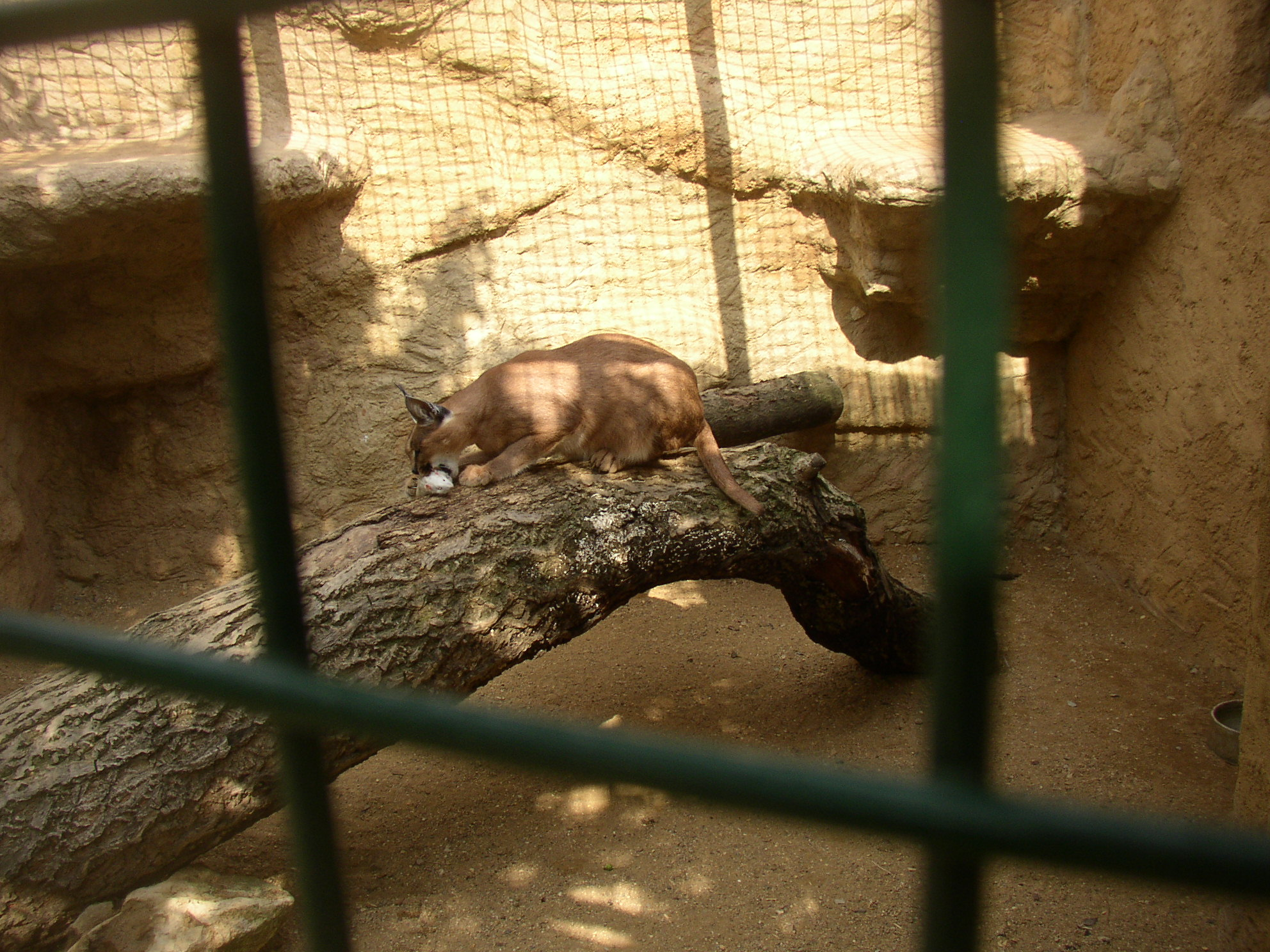
Un caracal se nourrissant d'un rat dans un zoo tchèque.

Le rat brun est un petit mammifère ; par sa domestication et par sa nature prolifique, il est souvent élevé afin de nourrir certaines espèces d'animaux comme les reptiles ou d'autres carnivores au même titre que la souris.
Différents points de vue existent sur le sujet des rats élevés pour être donnés vivants à d'autres espèces animales. Certaines personnes pensent qu'il est dangereux de donner un animal vivant à son reptile puisque le reptile qui ne tue pas le rat assez rapidement risque bien souvent d'être blessé (par griffure ou morsure). D'autres personnes voient elles dans cette pratique de la cruauté envers les animaux élevés pour alimenter ces animaux.
Mais le rat sert également d'alimentation aux hommes. Plusieurs espèces de rats sont mangées par les communautés rurales d'Asie du Sud-Est, d'Inde et d'Afrique,. En Occident, le rat n'a souvent été mangé qu'en situation de guerre et de famine. Ainsi, l'on sait que des rats et plusieurs autres espèces animales ont nourri les hommes pendant le siège de Paris en 1870-1871.

### Aspects culturels
Depuis la préhistoire, le « rat » a toujours accompagné l'Homme, et de ce fait, c'est un animal qui occupe une très forte symbolique et qui est fortement présent dans les domaines folkloriques et artistiques. Cependant la symbolique n'est pas la même selon les époques et selon les différents continents : alors qu'en Orient le rat est généralement le symbole de l'intelligence, de l'ambition et même de la chance,, en Occident, et ce depuis le Moyen Âge, sa valeur symbolique est généralement négative, certainement du fait qu'il est prolifique, est destructeur de récoltes et propagateur d'épidémies. Cependant la symbolique du rat est bien plus complexe, et il reste un animal lourd de symbole, indissociable de l'Homme. En Extrême-Orient, le rat est le premier animal du zodiaque chinois.

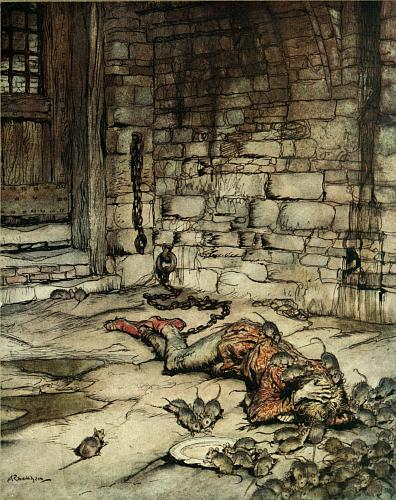
Illustration d'Arthur Rackham pour la ballade « Young Beichan » en 1919.

De nombreuses fables de Jean de La Fontaine parlent du rat et lui prêtent des caractéristiques anthropomorphes. On en compte pas moins de douze ayant le mot « rat » dans leur titre et il est représenté seize fois dans les fables. Néanmoins, le rat brun serait arrivé en Europe au XVIIIe siècle et les fables de Jean de La Fontaine datent du XVIIe siècle. Ainsi, même si l'on peut penser que le fameux « rat de ville » de la fable le Rat de ville et le Rat des champs est un rat brun, il s'agit vraisemblablement d'un rat noir ou même d'une souris ou d'un mulot, tous des « rats » au sens plus large de l'époque. De plus, dans huit de ces fables Jean de La Fontaine mélange rat et souris au gré des vers.
À la fin du XIXe siècle et au XXe siècle, en littérature, le rat est intégré au genre de l'horreur, comme on peut le voir avec la nouvelle Les Rats dans les murs de l'écrivain américain Howard Phillips Lovecraft ou encore avec la Tétralogie des Rats du romancier anglais James Herbert. Dans les dernières décennies du XXe siècle et dans les années 2000, on voit aussi apparaître le rat dans la bande-dessinée. Et ce aussi bien dans la BD franco-belge (Pacush Blues et Rat's de Ptiluc) que dans le comic (avec Splinter dans les Tortues Ninja) et le manga (avec Yuki dans Fruits Basket) et dans les adaptations télévisuelles et cinématographiques qui en découlent.
Le rat est donc également présent à l'écran. Il y garde souvent son côté de vermine terrifiante et propagatrice d'épidémies, comme dans Willard, film d'horreur américain sorti en 1971 et sa réadaptation de 2003. Plusieurs films d'animation tels Brisby et le secret de NIMH sorti en 1982, Basil, détective privé sorti en 1986 et Ratatouille sorti en 2007 ont pour protagonistes des rats bruns. Ce dernier film a d'ailleurs été édité en jeu vidéo.
De manière plus spécifique, le rattus norvegicus a inspiré le titre du premier album du groupe britannique The Stranglers, qui s'appelle Rattus Norvegicus.
Il a également inspiré le professeur Qing Shi de l'Université de Pékin pour l'invention du robot SQuRo.